# Mercatone Uno (equip ciclista)

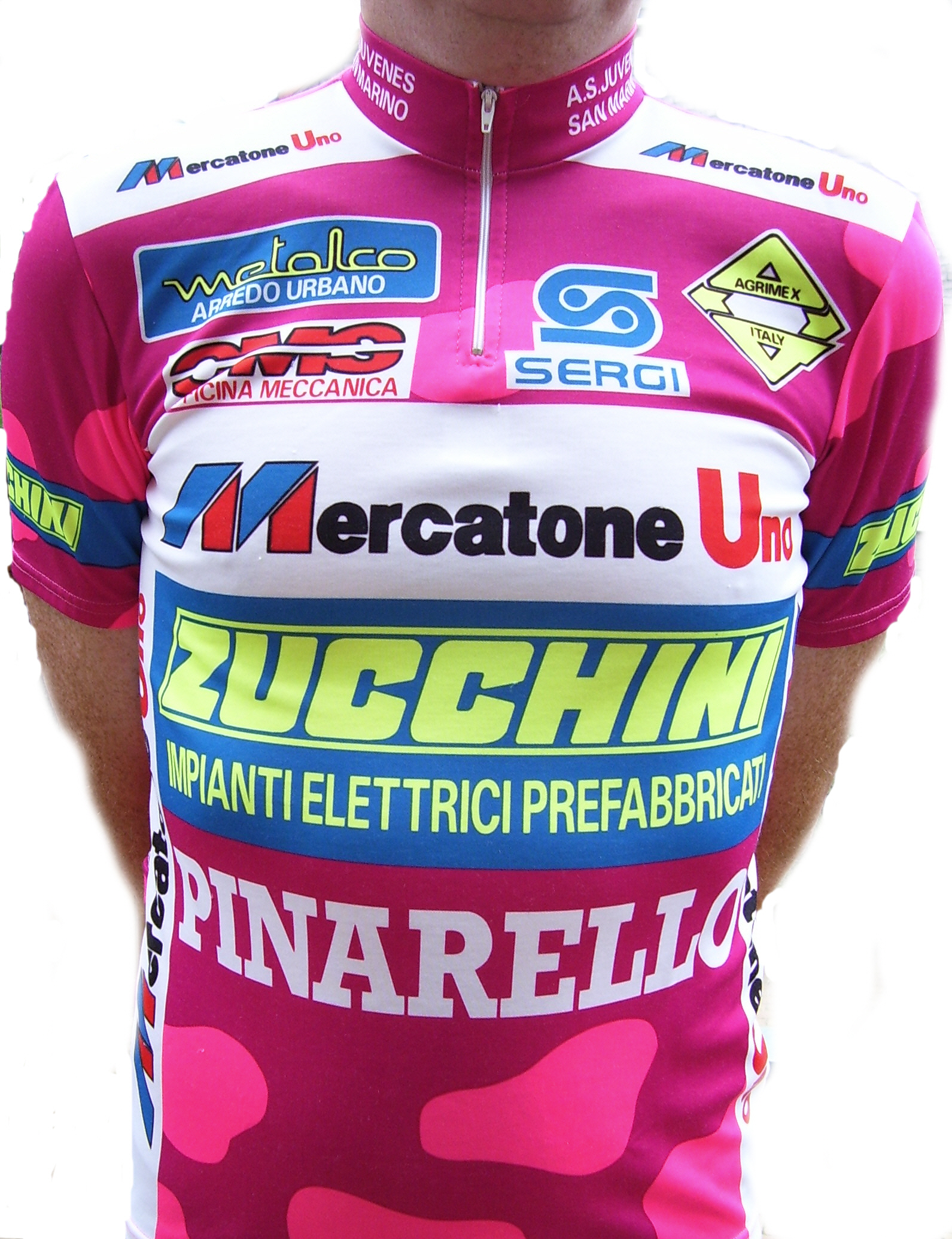
Mallot del Mercatone Uno Zucchini 1992/1993

Mercatone Uno va ser un equip ciclista italià de ciclisme en ruta que va competir de 1997 a 2003. Va ser l'equip en què Marco Pantani, va aconseguir els seus èxits.

## Història
L'equip es fundà el 1997 per l'antic director del Carrera, Giuseppe Martinelli. Amb ell van arribar Marco Pantani i altres ciclistes com Massimo Podenzana o Beat Zberg.
No s'ha de confondre amb l'equip Saeco, anomenat Mercatone Uno de 1992 a 1995.

## Principals resultats

### A les grans voltes
- Giro d'Itàlia
  - 7 participacions (1997, 1998, 1999, 2000, 2001, 2002, 2003)
  - 8 victòries d'etapa:
    - 3 el 1998: Marco Pantani (2), Fabiano Fontanelli
    - 4 el 1999: Marco Pantani (4)
    - 1 el 2000: Stefano Garzelli

  - 2 classificacions finals:
    - 1998: Marco Pantani, 2000: Stefano Garzelli

  - 2 classificacions secundàries:
    -  Gran Premi de la muntanya: Marco Pantani (1998)

- Tour de França
  - 4 participacions (1997, 1998, 1999, 2000)
  - 8 victòries d'etapa:
    - 3 el 1997: Marco Pantani (2), Mario Traversoni
    - 2 el 1998: Marco Pantani (2)
    - 1 el 1999: Dmitri Kónixev
    - 2 el 2000: Marco Pantani (2)

  - 1 classificacions finals:
    - 1998: Marco Pantani,

  - 0 classificacions secundàries:

- Volta a Espanya
  - 1 participacions (2001)
  - 0 victòries d'etapa:
  - 0 classificacions secundàries:

### Campionats nacionals
- Campionat d'Itàlia en contrarellotge (3): 1998, 1999, 2000 (Marco Velo)
- Campionat del Kazakhstan en contrarellotge (1): 2002 (Andrei Mizúrov)

## Classificacions UCI
Fins al 1998 els equips ciclistes es trobaven classificats dins l'UCI en una única categoria. El 1999 la classificació UCI per equips es dividí entre GSI, GSII i GSIII. D'acord amb aquesta classificació els Grups Esportius II són la segona divisió dels equips ciclistes professionals.
| Temporada | Classificació per equips | Millor ciclista en la classificació individual |
| --------- | ------------------------ | ---------------------------------------------- |
| 1997      | 11è                      | Beat Zberg (13è)                               |
| 1998      | 10è                      | Marco Pantani (4t)                             |
| 1999      | 6è                       | Marco Pantani (27è)                            |
| 2000      | 18è                      | Stefano Garzelli (14è)                         |
| 2001      | 22è                      | Igor Astarloa (117è)                           |
| 2002      | 30è                      | Fabiano Fontanelli (71è)                       |
| 2003      | 8è (GSII)                | Eddy Serri (253è)                              |